# パルコ出版
パルコ出版（パルコしゅっぱん、英語: PARCO PUBLISHING）は、株式会社パルコが組織、運営する出版社である。
1974年（昭和49年）パルコが出版事業として創業し、取次各社との取引を開始。組織名称（2024年6月現在）は株式会社パルコ 文化創造事業本部エンタテインメント映像・コンテンツ事業部。

## 概要
創業以来、アート系書籍（写真集、イラスト作品集等）、実用書、タレント著作など広いバラエティ、ジャンルの書籍を出版している。また、キャラクターのポストカードブック、カレンダーなど関連する雑貨商品の制作、販売も手がける。
PARCO MUSEUM、PARCOギャラリーXでの展覧会コンテンツの編集、出版と書籍の著者およびコンテンツの展覧会企画化やPARCOの広告制作など相互のコラボレーションをオリジナル企画の柱としている。

## 沿革

### 渋谷パルコ開業と西武カルチャー戦略のスタート
1968年の西武百貨店渋谷店開業を機に西武セゾングループの渋谷戦略がスタート。1973年の渋谷パルコ開店後の宣伝戦略もその一環でありTV、新聞などマスメディア広告の投下で話題作りと集客を目指した。その内容はライバル企業東急グループの有する鉄道と沿線商圏からの集客とは対称的な広域の広告、カルチャー事業を目指したものであった。
パルコの出版事業スタートについては、いくつかの証言があるが、当時の西武グループオーナーであった堤清二と堤からパルコの創業政策を命じられた盟友増田通二の意思が出版事業において合致したものであったことは明らかである。つまり詩人、小説家・辻井喬でもあった堤、演劇経験があり元国語教師という増田の履歴からも、出版は二人の趣味、志向が最も具体化した事業であったことが推測できる。
また、1970年代はじめの時代状況において、新たな出版社が意欲的な創業を果たしていることも背景にあった。国書刊行会（1971年）工作舎（1971年）宝島社（JICC出版社、1971年）など出版社の相次ぐスタート、こうした出版社の新規参入は現在まで続く「カウンターカルチャーとしての出版」という流れの源泉となっている。パルコ出版もこの流れに貢献した創業であった。

### 第1期「PARCO View」「Picture Books」アートというジャンルの確立
| No. | 書名                           | 創刊日     |
| 1   | 音楽の歴史 1巻                 | 1975/01/07 |
| 2   | 音楽の歴史 2巻                 | 1975/04/26 |
| 3   | ノーマン・ロックウェル         | 1975/06/10 |
| 4   | マックスフィールド・パリッシュ | 1975/08/29 |
| 5   | アメリカン・ダンス・ナウ       | 1975/12/10 |
| 6   | 象徴派とデカタン派の美術       | 1976/05/10 |
| 7   | アール・ヌーヴォー             | 1976/05/15 |
| 8   | ピーター・マックス作品集       | 1976/06/25 |
| 9   | ブロンテ姉妹とその世界         | 1976/07/20 |
| 10  | ダダ                           | 1976/11/15 |
| 11  | ポップ・アート                 | 1976/11/15 |
| 12  | バウハウス                     | 1977/02/10 |
| 13  | シュルレアリスム               | 1977/02/10 |
| 14  | ポール・デービス               | 1977/03/30 |
| 15  | 演劇の歴史 上巻                | 1977/05/30 |
| 16  | ポップ・マニエリスムの画家たち | 1977/07/20 |
| 17  | ファッションの歴史 上巻        | 1977/09/20 |
| 18  | 演劇の歴史 下巻                | 1977/10/30 |
| 19  | おかしな道具のカタログ         | 1977/10/30 |
| 20  | アール・デコ                   | 1977/11/10 |
| 21  | 七彩夢幻                       | 1977/11/22 |
| 22  | ファッションの歴史 下巻        | 1978/01/15 |
| 23  | アンディ・ウォーホール         | 1978/05/15 |
| 24  | デ・スティル                   | 1978/05/15 |
| 25  | 唯美主義運動                   | 1978/05/15 |
| 26  | HARUMI GALS                    | 1978/05/20 |
| 27  | ドキュメント・リバティー百貨店 | 1978/10/01 |
| 28  | CMにチャンネルをあわせた日     | 1978/12/10 |
| 29  | アントニオ・ガウディ           | 1978/12/10 |
| 30  | 写真の歴史                     | 1979/01/15 |
| 31  | キムラカメラ                   | 1979/10/15 |
| 32  | 光と波と 朝倉響子彫塑集        | 1979/12/10 |
| 33  | 花もつ女                       | 1979/12/15 |

パルコ出版の初期1970年代のラインナップ
パルコ出版事業のスタートがフランスの芸術解説書を翻訳した日本語版の刊行であったことは、パルコ出版創業初期の目的が色濃く反映したものであった。
堤清二の妹・堤邦子はパリに駐在し、西武グループ事業への海外ビジネス提携を探っていた。邦子からハイブロウな総合芸術雑誌「L'oeiu ルイユ」の日本での翻訳出版を打診された堤は、パルコ準備室長であった増田にスタッフの手配などを指示。美術系の専門出版社からのスタッフリクルートを進めたが、最終的にルイユ社との出版契約は進まずに企画は差替えとなる。しかし、『音楽の歴史』初刷にはルイユ社との提携出版の予告をうたった帯が残り、PARCOとL'oeiuのミックスロゴとなっており、新規雑誌計画の可能性が感じられる。